# والنتینو (فیلم ۱۹۷۷)
والنتینو (انگلیسی: Valentino) یک فیلم زندگی‌نامه‌ای به کارگردانی کن راسل است که در سال ۱۹۷۷ منتشر شد. داستان فیلم اقتباسی آزاد از زندگی ستارهٔ سینمای صامت رودولف والنتینو است. اروین وینکلر یکی از تهیه‌کنندگان فیلم، در کتاب خاطرات خود والنتینو را «کمترین فیلم مورد علاقه‌اش یا بدترین فیلم… با اختلاف زیاد» نامید.

## گزیدهٔ بازیگران
- رودلف نوریف در نقش رودولف والنتینو
- لزلی کارون در نقش آلا نازیمووا
- میشل فیلیپس در نقش ناتاشا رامبووا
- کارول کین در نقش جین آکر
- فلیسیتی کندال در نقش جون متیس
- سیمور کاسل در نقش جرج اولمن
- هانتز هال در نقش جسی لوئیس لسکی
- آلفرد ماکرز در نقش ریچارد رولند
- دیوید دی کایسر در نقش جوزف ام. شنک
- لیندا ثورسن در نقش بیلی استریتر
- ویلیام هوتکینز در نقش راسکو آرباکل
- پیتر وان
- پنولوپه میلفورد
- آنتون دیفرینگ
- دادلی ساتن